# Église Saint-Aignan de Saint-Aignan-de-Cramesnil
Pour les articles homonymes, voir Église Saint-Aignan.
L'église Saint-Aignan est une église catholique située à Saint-Aignan-de-Cramesnil, en France.

## Localisation
L'édifice est situé dans le département français du Calvados, à l'est du bourg de Saint-Aignan-de-Cramesnil.

## Historique
L'édifice est dédié à saint Aignan.
Une légende évoque la destruction de l'église lors de raids vikings de 820-824.
La construction de cette église date du XIIIe siècle. Selon un ouvrage collectif du début du XXIe siècle, elle date du XIIe siècle-XIIIe siècle-XIVe siècle et XXe siècle.
Le chœur est daté, selon Arcisse de Caumont, de la fin du XIIIe siècle ou XIVe siècle.
L'édifice subit des prédations pendant les guerres de Religion et est restaurée aux XVIe siècle-XVIIe siècle et XVIIIe siècle.
L'église est largement reconstruit à la fin du XIXe siècle. Des éléments romans et gothiques sont alors retrouvés. Le clocher est refait en 1881-1882. L'édifice restauré est consacré en 1901.
Son chœur est inscrit au titre des Monuments historiques depuis le 24 janvier 1927.
Pendant la bataille de Normandie, la commune fait l'objet d'âpres combats en particulier dans des combats durant du 8 au 14 août 1944. L'église, dont le clocher est occupé par les troupes allemandes afin de servir de point d'observation, est la cible de bombardements.

## Architecture
L'église est bâtie en calcaire. Le plan en est simple et sans transept.
La nef est de style roman alors que le chœur appartient au style gothique. Une porte située au sud de la nef possède selon Arcisse de Caumont un décor de zigzags et de fleurons.

## Mobilier
Une statue de Vierge à l'Enfant du XVIIe siècle est conservée sous le porche de l'église.
Arcisse de Caumont signale une cloche du début du XVIIe siècle.